# Myrcia umbraticola
Myrcia umbraticola là một loài thực vật có hoa trong Họ Đào kim nương. Loài này được (Kunth) O.Berg mô tả khoa học đầu tiên năm 1857.